# Sciurus igniventris
Sciurus igniventris (вивірка північно-амазонська) — вид ссавців, гризунів родини Вивіркових (Sciuridae).

## Етимологія
лат. Ignis — «вогонь», лат. ventris — «черево»; по відношенню до червонувато-жовтого кольору її хутра на череві.

## Поширення
Країни поширення: Бразилія, Колумбія, Еквадор, Перу, Венесуела. Живе в низинних лісах Амазонки.

## Морфологія
Самиці мають середню довжину тіла, 272 мм, довжину хвоста, 280; самці мають середню довжину тіла, 267 мм, довжину хвоста, 272 мм.

## Поведінка
Спеціалізується по лузанню великих горіхів з дуже щільними, жорсткими, ендокарпами. 

## Загрози та охорона
Серйозну загрозу для цього виду становить скорочення місць проживання і фрагментація. На нього, як відомо, полюють на їжу деяких областях Еквадору та Перу. 